# Gravensteen
Gravensteen (en neerlandès "Castell dels Comtes") és un castell medieval de Gant, Flandes Oriental, Bèlgica. L'actual castell data del 1180 i va ser residència dels comtes de Flandes fins al 1353. Posteriorment va ésser reutilitzat com a cort, presó, casa de la moneda i com a fàbrica de cotó. Va ser restaurat durant els anys 1893–1903, sent un element central en la Exposició Universal de Gant de 1913. Avui en dia és un museu i un dels principals punts de referència de la ciutat.

## Història

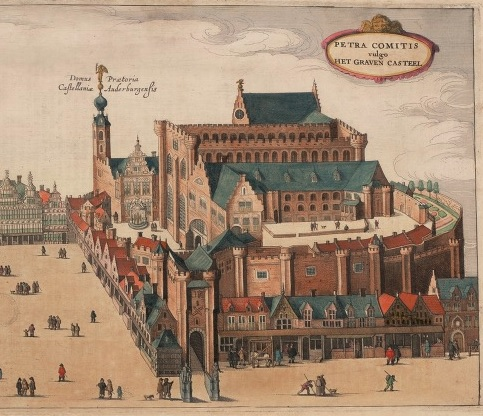
El castell Gravensteen, en una il·lustració de 1641.

### Orígens
Els orígens del Gravensteen daten del regnat d’ Arnold I de Flandes (890–965). El lloc, que se situava entre dues branques del riu Leie, va ser primer fortificat cap a l'any 1000, inicialment en fusta i després en pedra, per transformar-se en un castell de mota i pati que es va cremar cap al 1176.
L’actual castell data del 1180 i va ser construït per Felip d'Alsàcia (1143–1191) al mateix lloc on hi havia hagut l'antiga fortificació. A més d'actuar com a ciutadella protectora, Gravensteen tenia la intenció d'intimidar els burgesos de Gant que sovint desafiaven l'autoritat dels comtes. Incorpora un gran donjon central, una residència i diversos edificis més petits. Aquests edificis estan envoltats per una avantmuralla fortificada de forma ovalada, revestida amb 24 garites. Exteriorment està envoltat per un fossat, alimentat amb aigua del Leie.
Des del 1180 fins al 1353, el Gravensteen van ser la residència dels comtes de Flandes. fins que Lluís II de Flandes (1330–1384) va decidir marxar-ne.

### Història moderna
Després de deixar de ser la residència dels comtes de Flandes, el castell va caure en decadència. Va ser utilitzat com a jutjat i presó fins al segle xviii. Del 1353 al 1491, va ser el lloc de la fàbrica de monedes de Gant i posteriorment es van construir edificis privats sobre o al voltant de les restes medievals. Durant la revolució Industrial, el Gravensteen va ser convertit en una fàbrica de cotó per un industrial que va comprar el lloc. El seu mal estat va fer que estigués previst el seu enderroc.
Algunes parts del castell van ser comprades gradualment per la ciutat de Gant, que va iniciar una important restauració d'estil gòtic entre 1893 i 1907 sota l'arquitecte Joseph de Waele. De Waele es va inspirar en l'enfocament de l'arquitecte francès Eugène Viollet-le-Duci va intentar restaurar el castell a la seva aparença imaginada al segle XII. Es creu que molts detalls afegits durant aquest període, com les cobertes planes i les finestres de la dependència oriental, que no són històricament exactes.
El Gravensteen va ser la peça central de la Fira Mundial de Gant de 1913, durant la qual es va reformar significativament el centre de la ciutat.
Actualment està obert al públic, podent-ne visitar les diferents sales, així com una exposició d'armes i instruments de tortura amb una tarifa d'entrada de 8 euros.

#### Batalla del Gravensteen
Gant és històricament una ciutat universitària, per això, el Gravensteen va ser escenari d'una ocupació estudiantil coeguda popularment com la Batalla del Gravensteen. Aquesta va tenir lloc el 16 de novembre de 1949, quan els estudiants de Gant van ocupar el castell, per protestar contra la pujada del preu de la cervesa, així com pel canvi en el color dels cascs de policia de blanc a blau, el que els feia més difícils de distingir dels carters.